# Natação no Campeonato Europeu de Esportes Aquáticos de 2016 - 4x100 m medley feminino
A prova do revezamento 4x100 metros medley feminino da natação no Campeonato Europeu de Esportes Aquáticos de 2016 ocorreu no dia 22 de maio em Londres, no Reino Unido. 

## Calendário
| Fase          | Data       | Hora  |
| ------------- | ---------- | ----- |
| Eliminatórias | 22 de maio | 09:59 |
| Final         | 22 de maio | 17:06 |

Todos os horários estão no horário local (UTC+0)

## Recordes
Antes desta competição, os recordes eram os seguintes:
| Recorde mundial       | Estados Unidos | 3:52.05 | Londres         | 4 de agosto de 2012  |
| Recorde europeu       | Suécia         | 3:55.24 | Cazã            | 9 de agosto de 2015  |
| Recorde do campeonato | Dinamarca      | 3:55.62 | Alemanha Berlim | 24 de agosto de 2014 |

## Medalhistas
| Ouro                                                                                      | Prata                                                                          | Bronze                                                                                 |
| Reino Unido · Kathleen Dawson · Chloe Tutton · Siobhan-Marie O'Connor · Francesca Halsall | Itália · Carlotta Zofkova · Martina Carraro · Ilaria Bianchi · Erika Ferraioli | Finlândia · Mimosa Jallow · Jenna Laukkanen · Emilia Pikkarainen · Hanna-Maria Seppälä |

## Resultados

### Eliminatórias
Esses foram os resultados das eliminatórias. 
| Pos. | Bateria | Raia | Nacionalidade | Nadadoras | Tempo   | Notas |
| ---- | ------- | ---- | ------------- | --- | ------- | ----- |
| 1    | 1       | 8    | Suécia        | Ida Lindborg (1:01.54) Jennie Johansson (1:06.11) Stina Gardell (59.89) Louise Hansson (55.45)                               | 4:02.99 | Q     |
| 2    | 1       | 4    | Finlândia     | Mimosa Jallow (1:01.21) Jenna Laukkanen (1:06.85) Emilia Pikkarainen (59.78) Hanna-Maria Seppälä (55.56)                     | 4:03.40 | Q     |
| 3    | 1       | 5    | Itália        | Carlotta Zofkova (1:01.17) Arianna Castiglioni (1:08.35) Ilaria Bianchi (59.07) Erika Ferraioli (54.90)                      | 4:03.49 | Q     |
| 4    | 1       | 2    | Reino Unido   | Georgia Davies (1:00.51) Molly Renshaw (1:08.77) Laura Stephens (59.15) Harriet Cooper (55.10)                               | 4:03.53 | Q     |
| 5    | 2       | 3    | Chéquia       | Simona Baumrtová (1:01.20) Martina Moravčíková (1:07.71) Lucie Svěcená (58.86) Anna Kolařová (56.13)                         | 4:04.25 | Q     |
| 6    | 2       | 2    | Polónia       | Alicja Tchórz (1:01.16) Dominika Sztandera (1:09.28) Anna Dowgiert (59.15) Aleksandra Urbańczyk (55.87)                      | 4:05.46 | Q     |
| 7    | 2       | 8    | Bélgica       | Jade Smits (1:04.55) Fanny Lecluyse (1:07.71) Kimberly Buys (58.25) Lotte Goris (55.66)                                      | 4:06.17 | Q     |
| 8    | 1       | 7    | Islândia      | Eygló Ósk Gústafsdóttir (1:00.96) Hrafnhildur Lúthersdóttir (1:06.51) Jóhanna Gústafsdóttir (1:03.12) Bryndís Hansen (55.78) | 4:06.37 | Q     |
| 9    | 2       | 7    | Turquia       | Ekaterina Avramova (1:01.24) Viktoriya Zeynep Güneş (1:08.29) Gizem Bozkurt (1:01.14) Ilknur Nihan Cakici (55.87)            | 4:06.54 |       |
| 10   | 1       | 1    | Eslováquia    | Katarína Listopadová (1:01.69) Andrea Podmaníková (1:10.37) Barbora Misendová (1:00.79) Miroslava Syllabová (55.83)          | 4:08.68 |       |
| 11   | 2       | 6    | Suíça         | Martina van Berkel (1:04.15) Lisa Mamie (1:10.82) Maria Ugolkova (58.95) Noemi Girardet (55.29)                              | 4:09.21 |       |
| 12   | 1       | 3    | Áustria       | Caroline Pilhatsch (1:02.25) Lena Kreundl (1:11.57) Birgit Koschischek (59.15) Lisa Zaiser (56.15)                           | 4:09.42 |       |
| 13   | 2       | 5    | Hungria       | Kata Burián (1:03.14) Dalma Sebestyén (1:09.09) Adél Juhász (1:02.35) Réka György (57.47)                                    | 4:12.05 |       |
| 14   | 2       | 4    | Portugal      | Francisca Gomes Azevedo (1:04.66) Ana Pinho Rodrigues (1:10.32) Ana Catarina Monteiro (1:00.39) Ana Sofia Leite (58.46)      | 4:13.83 |       |
| 15   | 2       | 1    | França        | DNS | DNS     | DNS   |
| 15   | 1       | 6    | Israel        | DNS | DNS     | DNS   |

### Final
Esse foi o resultado da final. 
| Pos.              | Raia | Nacionalidade | Nadadoras | Tempo   | Notas |
| ----------------- | ---- | ------------- | --- | ------- | ----- |
| Medalha de ouro   | 6    | Reino Unido   | Kathleen Dawson (59.82) Chloe Tutton (1:06.94) Siobhan-Marie O'Connor (57.69) Francesca Halsall (54.12)                      | 3:58.57 |       |
| Medalha de prata  | 3    | Itália        | Carlotta Zofkova (1:01.07) Martina Carraro (1:07.18) Ilaria Bianchi (58.36) Erika Ferraioli (54.12)                          | 4:00.73 |       |
| Medalha de bronze | 5    | Finlândia     | Mimosa Jallow (1:00.42) Jenna Laukkanen (1:06.42) Emilia Pikkarainen (59.56) Hanna-Maria Seppälä (55.09)                     | 4:01.49 |       |
| 4                 | 2    | Chéquia       | Simona Baumrtová (1:01.34) Martina Moravčíková (1:07.65) Lucie Svěcená (58.27) Anna Kolařová (55.47)                         | 4:02.73 |       |
| 5                 | 4    | Suécia        | Ida Lindborg (1:02.06) Jennie Johansson (1:06.50) Stina Gardell (59.77) Louise Hansson (54.98)                               | 4:03.31 |       |
| 6                 | 8    | Islândia      | Eygló Ósk Gústafsdóttir (1:01.14) Hrafnhildur Lúthersdóttir (1:06.21) Bryndís Hansen (1:00.09) Jóhanna Gústafsdóttir (57.62) | 4:05.06 |       |
| 7                 | 1    | Bélgica       | Jade Smits (1:04.34) Fanny Lecluyse (1:07.38) Kimberly Buys (58.06) Lotte Goris (55.45)                                      | 4:05.23 |       |
| 8                 | 7    | Polónia       | Alicja Tchórz (1:01.88) Dominika Sztandera (1:10.21) Anna Dowgiert (58.77) Aleksandra Urbańczyk (55.96)                      | 4:06.82 |       |

Legenda
| Recorde mundial       | Recorde mundial (World record)               |                       | Recorde africano                      | Recorde africano (African) |                                           | Q | Classificado por posição (Qualified) |
| Recorde do campeonato | Recorde do campeonato (Championship record)  | Recorde da América    | Recorde da América (Americas)         | q                          | Classificado por melhor tempo (Qualified) |   |                                      |
| Melhor marca do ano   | Melhor marca do ano (World leading)          | Recorde asiático      | Recorde asiático (Asian)              | DNS                        | Não largou (Did not start)                |   |                                      |
| Recorde nacional      | Recorde nacional (National record)           | Recorde europeu       | Recorde europeu (European)            | DNF                        | Não terminou (Did not finish)             |   |                                      |
| Recorde pessoal       | Recorde pessoal do atleta (Personal best)    | Recorde da Oceania    | Recorde da Oceania (Oceania)          | DSQ / DQ                   | Desclassificado (Disqualified)            |   |                                      |
| Recorde da temporada  | Recorde da temporada do atleta (Season best) | Recorde sul-americano | Recorde sul-americano (South America) | NM                         | Sem marca (No mark)                       |   |                                      |